# 4 Pułk Grenadierów (Imperium Rosyjskie)

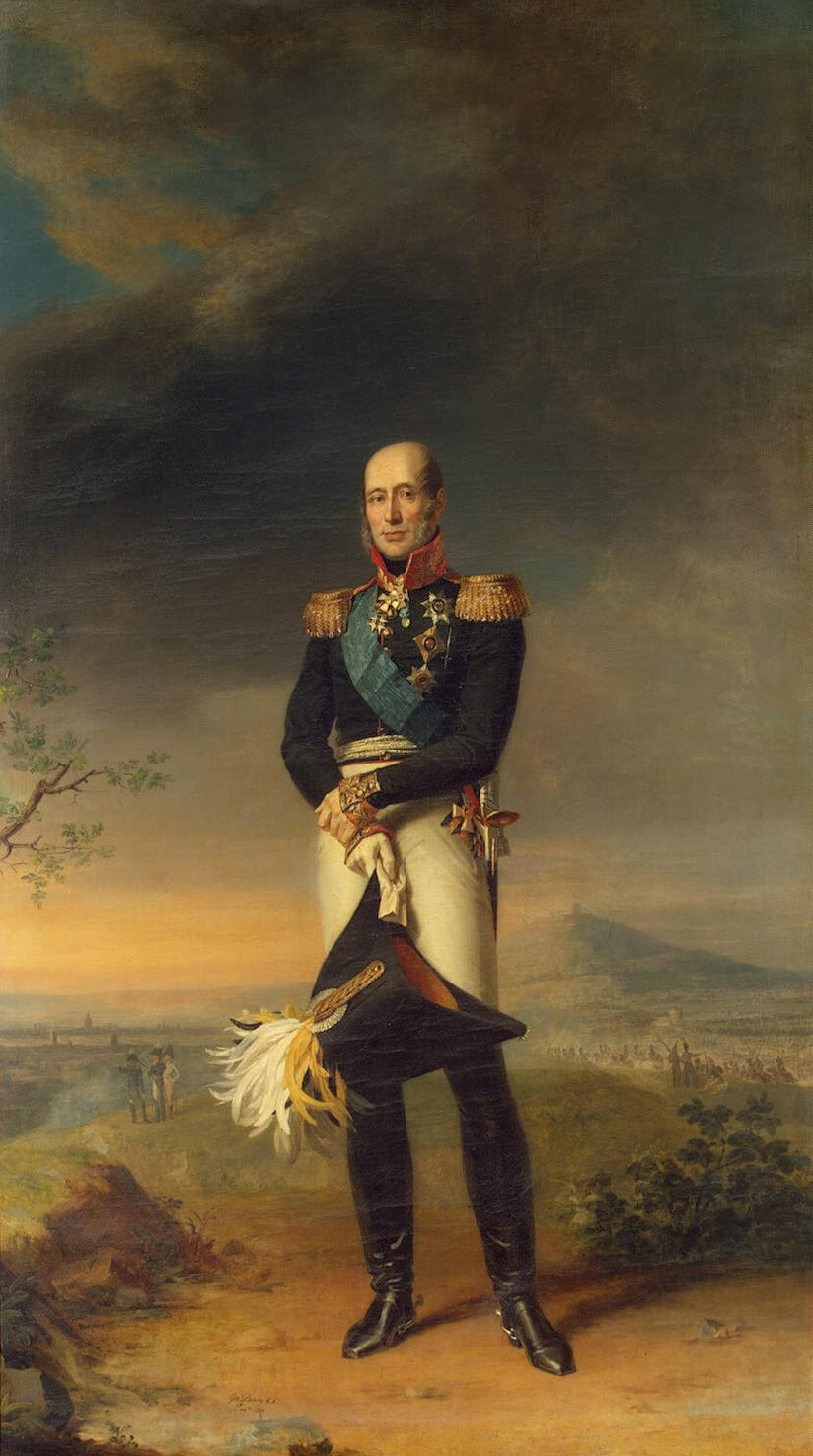
Barclay de Tolly - patron 4 Nieświeżskiego pgren.

4 Nieświeżski Pułk Grenadierów Generała Feldmarszałka Księcia Barclaya de Tolly (ros. 4-й гренадерский Несвижский генерал-фельдмаршала князя Барклая-де-Толли полк) – pułk piechoty Imperium Rosyjskiego.

## Charakterystyka
Sformowany 17 maja 1797 za panowania cara Pawła I Romanowa.
Święto pułkowe: 29 czerwca. Stacjonował między innymi w Moskwie.
Pułk wziął udział w działaniach zbrojnych epoki napoleońskiej, a także w działaniach zbrojnych okresu I wojny światowej.

 W przededniu I wojny światowej pułk etatowo posiadał cztery bataliony po cztery kompanie oraz kompanię tyłową. Kompania piechoty czasu wojny liczyła około 240 żołnierzy i 4–5 oficerów. Na szczeblu pułku występował także pododdział karabinów maszynowych (8 km), łączności (w tym 14 konnych gońców i 21 telefonistów) i zwiadowczy (64 zwiadowców, w tym 4 kolarzy). W sumie pułk liczył około 4000 żołnierzy.

## Podporządkowanie
Lipiec 1914:
- Korpus Grenadierów – Moskwa
  - 1 Dywizja Grenadierów – Moskwa
    - 4 Nieświeżski pułk grenadierów – Moskwa.